# 情報格差
情報格差（じょうほうかくさ）またはデジタル・デバイド（英: digital divide）とは、インターネット等の情報通信技術（ICT）を利用できる者と利用できない者との間にもたらされる格差のこと。国内の都市と地方などの地域間の格差を指す地域間デジタル・デバイド、身体的・社会的条件から情報通信技術(ICT) を使いこなせる者と使いこなせない者の間に生じる格差を指す個人間・集団間デジタル・デバイド、インターネット等の利用可能性から国際間に生じる国際間デジタル・デバイドがある。特に情報技術を使えていない、あるいは取り入れられる情報量が少ない人々または放送・通信のサービスを（都市部と同水準で）受けられない地域・集団を指して情報弱者と呼ぶ場合もある。
本記事では、情報格差およびデジタル・デバイドについて述べるものとする。実際の用例ではデジタル・デバイドと同義で使われる場合や、企業と消費者の情報量の差（情報の非対称性）として使われたりする。したがって、特に断り書きがない限りは両者を峻別せずに記載するものとする。

## 概説
「デジタル・デバイド (digital divide)」という言葉が公式に初めて使用されたのは1996年にアメリカ・テネシー州ノックスビルで行われた演説で当時のアメリカ合衆国副大統領であるアル・ゴアが発言したものであるといわれている。この演説では以前よりゴアが強く提唱していた「情報スーパーハイウェイ構想」を2000年までにアメリカ全土の都市部から郊外・農村部に至るまで隅々に網羅させることを約束し、将来の子孫達が「デジタル・デバイド」によって区切られることがない世界を作りたいと演説の中に織り込んだ。これに続く形で当時の大統領であるビル・クリントンがゴアの発言で使用された「デジタル・デバイド」という言葉を引用し、人々は技術を開発し知識を共有しないことは不平等や摩擦、不安を生む切っ掛けとなるため、それらの課題に一丸となって取り組まなければならないとした。
デジタル・デバイドが生じる主な要因として、
1. 国家間（先進国と途上国間）、もしくは地域間（都市部と地方間）における情報技術力・普及率の格差
2. 学歴、所得など待遇面で生じる貧富の格差によって情報端末・機器を入手ないし操作する機会の格差
3. 加齢や障害の有無など個人間の格差拡大

がある。
これらの要因の結果、機会の格差、個人間の格差は新しい情報技術を幼少の頃から受け入れ容易に使いこなせる若者や、高い収入を得ていた者がさらに情報技術を活用して雇用やさらなる収入を手にしていく反面、新しい情報技術の受け入れが難しい高齢者や低収入のために情報端末・機器を入手できない貧困層、身体部位の欠損や損傷、あるいは視覚障害によって情報端末・機器の使用が困難になった身体障害や、知的・発達・精神など脳に関わる障害者がこれら情報技術を活用できないためにさらに困難な状況に追い込まれ、社会的格差が拡大・固定化してしまうといった情報技術普及に伴う問題が発生している。
また、国家間における情報格差も顕著であり、例えばIT革命の波に乗った国家が情報技術によってさらなる発展を遂げていく一方、乗れなかった国家では情報技術に精通する技術者自体が不足していたり、国家予算から情報技術に投入する費用も不足しているためインフラ整備ができない結果、情報技術そのものが活用できないために国家の経済もさらに格差ができてしまう問題もある。あるいは前述のインフラ整備も都市部では行われているために情報技術が活用できるものの農村部などでは活用できないといった地域間の情報格差も問題となっている。
日本において、情報格差（デジタル・デバイド）という言葉が使われ始めたのは2000年前後からである。特に同年夏に開催された第26回主要国首脳会議（沖縄サミット）ではIT革命が議題として取り上げられ『グローバルな情報社会に関する沖縄憲章（Okinawa Charter on Global Information Society）』の中に盛り込まれた「情報格差（デジタル・デバイド）の解消」と通して同時に情報格差が地球規模の問題であるとの認識と共に知られていった。

## 情報格差の各側面
- 情報手段の格差
  - コンピュータのハードウェアおよびソフトウェアを（通信販売以外の手段で）容易に入手できるかどうか。経済、流通などの側面（地方で小売店がどこまで充実しているか）。
  - コンピュータやそのネットワーク（インターネット）を、人が容易に利用し、使いこなすことができるかどうか。また希望者が家族などに頼らず、自ら技術・知識を身につけることができるか。人的側面、情報リテラシーなど。
  - 企業や政府による個人情報の収集やトラッキングによって起こるプライバシー上の問題によって、大勢が利用しているソフトウェアやサービスを利用できなくなることによる格差や、自由ソフトウェアでないソフトウェアを倫理的問題で利用できないユーザーとそうでないユーザー間の情報収集能力の違いによって起こる格差。
- 通信手段の格差
  - インターネットや携帯電話、無線LANなどの移動体通信を始めとする情報ネットワークを、容易に利用できるかどうか。接続費用の経済面、サービスエリア、速度など。
  - 転勤その他の不本意な理由で町・村・離島（田舎）へ引っ越すことになった場合、そこでブロードバンドインターネット接続（FTTHや最新の移動通信システム）が利用できるかどうか。
- 情報資源の格差
  - 放送格差
    - 地上波、衛星波などによる放送サービスを容易に受けることができるかどうか。
    - 地上波民放のチャンネル数。

  - マスメディアの格差
    - 民間で作る出版物、映画（映画館）などを、容易に入手・利用できるかどうか（地方における発売日の遅延に対する影響など）。また、図書館の規模やアクセスなどといった利用容易性。

  - 遠隔医療 オンライン診療（医療格差のこと）

## インターネット普及期の世界おける情報格差

1997年から2007年までのインターネット普及率。数値は100名中の普及数
青):先進国
赤):発展途上国
緑):世界全体の平均普及率
（※：国際電気通信連合による報告）

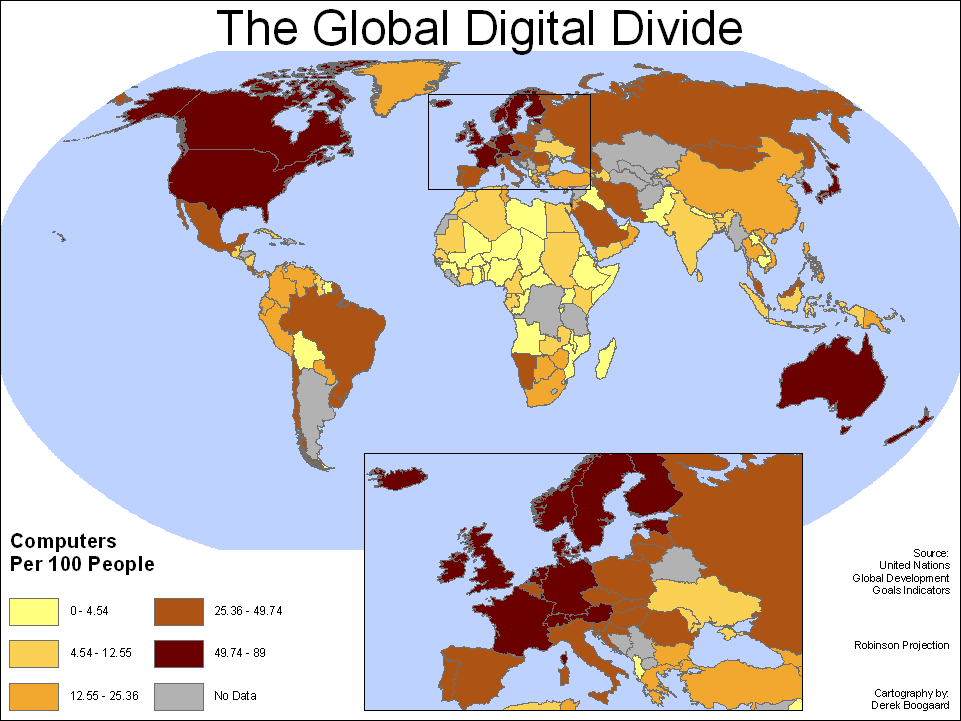
2000年代のインターネット普及率。色が濃い国ほどインターネットが整備されている。アフリカと東南アジア諸国を中心に色が薄い国（インターネットが普及していない）が集まる。

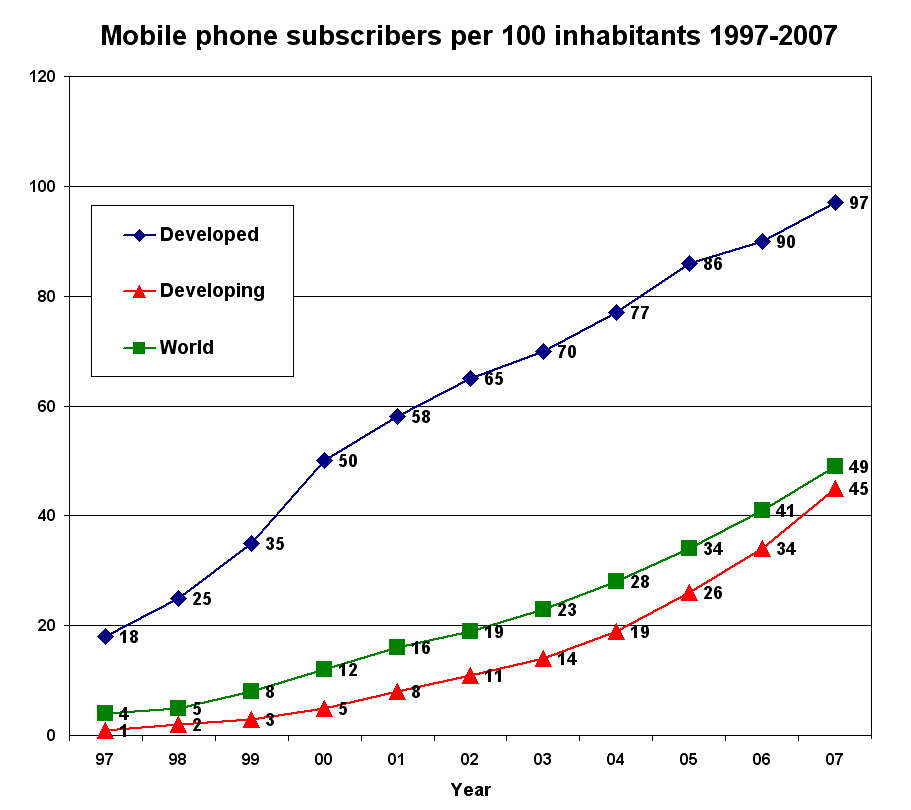
1997年から2007年までの携帯電話普及率。数値は100名中の普及数
青):先進国
赤):発展途上国
緑):世界全体の平均普及率
（※：国際電気通信連合による報告）

2000年において、インターネット普及率は世界総人口の7%であった。これは世界人口を60億人と換算すると約4億2千万人になるが、この内の49.4%（約2億750万人）がアメリカ合衆国とカナダによるインターネット人口であった。先進国だけで換算すると31%の普及率であった。その後、先進国においてインターネット普及率が上昇しはじめ、2007年までに62%の普及が見られた。特に2003年から2004年にかけて飛躍的な上昇を見せた。これは先進国におけるブロードバンド通信基盤が整備され、一般家庭にも提供し始めた時期とも重なる。これら先進国での通信技術の向上はインターネット普及に大きく貢献したと言える。
しかし、発展途上国においてインターネット普及率は2000年でわずか2%にとどまった。その後、2007年には17%にまでインターネット普及率が上昇したものの、これらの普及の多くは発展途上国の都市部や富裕層にのみしか普及していなかった。そのため、急ピッチでインターネット化が進められ、2010年代には急激な増加をみた一方、2020年代でも50%前後に留まる地域もあり、格差が残されている。携帯電話についても、普及に格差が見られる。
情報格差が経済的格差を拡大する要因とならぬよう、各国政府は対策に追われた。

### 当時の状況
- アメリカ合衆国では、白人と黒人の情報格差の広がりが問題になっていた。例えば電話（携帯電話も含む）がそうであるように、ある程度以上普及すれば格差が減少していくのを根拠に、政府がインフラ整備と情報技術の普及に予算をつぎ込んだ。マサチューセッツ工科大学のプロジェクトチームが推進している OLPC XO-1 は、このような情報格差の解消を目的としていた。インターネットへのより平等なアクセスを持つ国は、より高いスキル能力を持つ国でもある。ドメイン全体での国のスキルの習熟度とインターネットを使用している人口の割合の間には、有意な正の相関関係（65％）がある[8]。

- ベトナムではアジア諸国の中で特にデジタル・ディバイドの問題が深刻であったため、ルーラル地域に対するICTインフラ構築プログラム「eLangViet(e-Vietnamese Village)」プログラムが展開されている[1]。このプログラムには国連のUNCTADやUNDPが支援していた[1]。

- インドネシアは2010年のインターネット利用率が8.7%と低い状況にあったが、ソーシャルネットワーク利用度は5.72と高く、共有やコミュニケーションを重んじる文化がソーシャルメディアの利用率を高めているという見方があった[1]。2011年2月時点のFacebookのアカウント数は米国に次いで世界第2位であった[1]。

- フィリピンの2010年のインターネット利用率は9.0%と低いが、ソーシャルメディアが選挙活動等においても広く活用されておりソーシャルネットワーク利用度は5.50と高かった[1]。ComScore社の調査では2011年2月時点のフィリピンでのFacebookのウェブサイト訪問率はインターネット利用者の92.9%にのぼり世界で最も高い水準である[1]。

- ナイジェリアではNPOのFantasuam Foundationが太陽光発電によるパソコン等の導入に取り組んで、ICTの利活用を通じて、地域発展や教育、地域間連携、電子商取引などの基盤を整備する活動を行った[1]。

- エチオピア政府は教育、医療、農業などの分野でのICT活用を図るeガバメント計画を推進してた[1]。エチオピア政府はeガバメント計画の一部として2003年から遠隔教育プロジェクトSchoolNetを開始させた[1]。

- エジプトでは2001年より政府（MCIT）主導のプロジェクトであるIT Clubがスタートし、ITスキルの向上を含むソフト面とハード面の確保によりルーラルや貧困地域の経済成長を図ることを目的としていた[1]。IT Clubに対しては、国連のUNDP、エジプトのICT Trust FundのほかNGO等がプロジェクトの立ち上げ及び持続性を担保し参加していた[1]。

- チュニジアでの2010年のインターネット利用率は34.1%と低かったが[1]、ソーシャルネットワーク利用度は6.02と高く、2011年のジャスミン革命と呼ばれる政変ではソーシャルメディアが大きな役割を果たした[1]。チュニジア政府は第11次計画（2007年～2011年）でICT産業のGDPシェアを2011年までに13.5%に拡大させ、63億チュニジアディナール（約3,600億円）の海外からの投資を推進する方針を盛り込んだ[1]。

## インターネット普及期の日本における情報格差
日本においては、1990年代中期以降にインターネットなどのコンピュータネットワーク（情報技術）が普及を見せてきた。日本におけるインターネットの普及は特に2000年より基本戦略として取り入れられ、続いて2001年に後述するe-Japan戦略など日本国内でさらなる情報技術の普及を掲げた計画を政府主導のもとに行われ整備されていったが、普及と同時に企業や事業所内のオートメーション化が進み、そのためにパソコンなどの情報機器の操作に習熟していないことや、情報機器そのものを持っていないことは、社会的に大きな不利として働くようになった。
1995年までは、日本も米国などと遜色ない水準にあったが、その後の「失われた10年」の間に差が広がったとみられる。2020年のコロナショックにより日本のデジタル化の遅れが指摘され、アンケート調査でも遅れを認識する回答が多い。

### フィーチャーフォンによる情報格差の拡大
日本における携帯電話は、その保有率は世界的に見ても有数な国でもあった。日本では1979年に本格的に自動車電話サービスがスタートし、1985年に個人が所持して移動しながら電話することができる初の携帯電話「ショルダーホン」が登場した。その後、新たに携帯電話事業を行う企業が参入したことや、1994年に「携帯電話機の売り切り制」が導入されたことによって初期費用、回線利用に必要な料金が大幅に値下げされたことが行われ、さらには家電メーカーなど携帯電話の製造・供給に名乗りを上げたことなどによって、市場の競争はさらに加速され、これらの結果、携帯電話が広く一般に普及する下地が作られた。よって、携帯電話の普及は1990年代中期より急激な加速を見せた。
日本の携帯電話に特色性がみえてくるのが1999年1月にNTTドコモが開始したサービス「iモード」である。「携帯電話でインターネットに接続できるサービス」として日本国内ではビジネスモデルとして浸透し、同年4月にはDDIセルラーグループ・IDO（現：KDDI・沖縄セルラー電話連合、au）がサービス「EZweb」・「EZaccess」を開始（のちEZwebに統一）。12月にはJ-フォン（現：ソフトバンクモバイル）がサービス「J-スカイ」（現：Yahoo!ケータイ）を開始し、これらが寄与して日本のインターネット普及に大きな拍車をかけた。しかし、これらのサービスは開始当時は世界最先端の技術でありながらも、日本特有の商慣行や独自の機能から海外との携帯電話に対する価値観にズレが生じ始め、いわゆる「ガラパゴス化」を招く原因となった。
日本の携帯電話に生じたガラパゴス化は、情報格差においても様々な弊害を与えていると言える。2009年に総務省が発表した統計によると、インターネット普及率は68.9%で18位。ブロードバンド普及率は22.1%で32位。パソコンの普及台数も人口1000人辺り542台で12位。そして肝心の携帯電話も83.9%で76位であった。
特に当時の若年層において、フィーチャーフォンで満足してパソコンを持つ必要性を欠いた人々が生まれ、情報の下流社会が形成されてしまった。2010年代以降には従来型のフィーチャーフォンより多機能でパソコンの性能を持ったスマートフォン（スマホ）が普及しはじめたことで、情報格差の縮小が見られるが、青少年によるバカッター騒動や、パソコンなど一定の習熟度が必要な端末を扱えない若年層が増えつつあることが問題となっている。
また、内閣府の調査ではパソコンについて単身世帯・家族同居を含み2007年の調査で78%の普及率が見られるが、総務省の統計によるとパソコンの所有率は30代をピークに40代、50代の社会人世代は業務でも使用するためにインターネットを使えるようになっているが、60代以上となるシニア世代から極端に普及率が低下しているのが見受けられる。また、2000年代後半において、30代と比較して20代のパソコン普及率が低い状況にあり、これらの若年層がパソコンやインターネットの操作に習熟していない者が多いことも指摘されている。
2010年代に入りスマートフォン及び第三世代携帯電話、第四世代携帯電話が急速に普及すると、従来のフィーチャーフォンはレガシーな物と見なされ、両者で受けられるサービスに質的な差異が見られるようになった。また2010年代後半から年代末に掛けてフィーチャーフォンでのサービス提供を終了するサイトやサービスなどが相次いでいる。もっともスマートフォン自体や、3Gや4Gのサービス提供は事業者により地域格差問題が顕在化する以前に日本全国遍く展開されたため、地域的情報格差の側面は少ない。むしろユーザー側の機器操作習熟の問題により高齢者を中心に移行を渋る状況になっている。また費用相場も格安スマホ、MVNOなどの普及により導入の資金面での格差はある程度埋められていった。
2020年代前半時点でも日本のスマホ利用者数は比較的に少なく、中でも公務員のフィーチャーフォン率が高い。
- 学校教育における情報教育カリキュラムの充実
- 学校への情報機器の整備
- 講習会の受講料金の補助
- インフラ整備について
- 自治体と共同で全県的なブロードバンド通信基盤の整備
- 通信事業者への補助

### 通信格差

#### 固定回線の格差
ダイアルアップ接続が利用されていた時代では、アクセスポイントのワンナンバー化により、当時頼みの綱であった準定額サービス・テレホーダイが利用できないプロバイダが増えつつあることが懸念されていた。
2000年頃から地方へブロードバンドが普及するにつれ、「ブロードバンドを利用できる地区」と、「（ADSLすら）利用できない地区」との情報アクセスへの格差が発生した。FTTHや無線系サービス(WiMAXなど)より、高速なブロードバンドサービスが提供されるようになったが、サービスが「利用できる地区」と「利用できない地区」との情報アクセスへの格差はさらに拡大していた。
離島や僻地などは人口が少ないことで、本土や市街部と同額の料金では採算が合わないという事情があり、国内の全市町村に遍くブロードバンドのサービスを提供するのは困難である。法的にもインターネット接続サービスは日本全国への提供が義務づけられていないため、サービスを受けられない（ユニバーサルサービスの対象に、ブロードバンドの提供が含まれていない）。2000年代中には、ほとんどの市・町でADSLが提供されるよう拡大されたが、過疎地域や離島は遅れた（64kbps以下の低速・定額制のインターネット接続サービスに関しては、ほとんどの村に普及したが、それでも100%には達成できていなかった）。
過疎地において共聴組合にて管理しているテレビ・アンテナの中には、複数の組合員がCATVに移行した場合、テレビ・アンテナの保守管理がコスト高になり運営が不可能となる。そのため区域全体でCATVの導入に消極的になり、あわせてインターネットの整備が遅れることもあった。
代表的な事例として、2003年にあった石川県の報告で情報通信ネットワーク（有線通信・無線通信）などの通信に関連する「情報資源」で地域による格差が発生していることが述べられている。福井県、富山県と合わせた北陸3県で見てもDSLではそこまで極端な比率に差がないものの、ケーブルテレビによるインターネット加入率になると北陸3県の中で最も低い加入率となっていた。また、光ファイバーに対応した地区が2002年6月の時点では、県庁所在地たる金沢市1市のみに留まった。また、2003年3月になっても一切のブロードバンドサービスが提供されていない自治体が吉野谷村、鳥越村、富来町、能登島町など13自治体に上った。

#### 大都市内の空白地帯
都市内においても空白地帯があり、既に地域としては進出済みであるが、諸事情によりサービスを受けられないケースがあった。大都市周辺の郊外の住宅地に多いが、定額制のナローバンドによる常時接続（フレッツ・ISDN）だけなら使用できるケースも多かった。
- 集合住宅で、FTTHやCATVなど、配線方法によっては、壁に回線を通すための穴を開けるなど大がかりな壁面工事が必要なインフラは、賃貸住宅であれば大家、分譲マンションであれば管理組合の許可を得る必要があるが、インターネットに対して関心が低いなど何らかの理由により敬遠するような大家、管理組合や住人が居る場合には、しばしば工事を許可されないケースがある。
  - 一事例として、神奈川県営住宅では、2003年までインターネット回線に関する一切の工事を許可していなかった。理由として、神奈川県住宅営繕事務所は「同住宅は低所得者向けであるため、生活に最低限必要な物以外の「贅沢品」の使用は認められない」[注 2]とするもので、インターネット回線も一種の「贅沢品」とみなしていた。翌2004年からは「模様替え（増築）」などの名目で許可はされたものの、「建物本体に一切の改造を加えず、現在使用している電話管路などをそのまま利用する」[注 2]など、他にも厳しい制約を設け、また、手続きにも時間を要し、早くても申請から1か月超、場合によっては数か月もの時間を要するなどの制約があった。
  - その一方で、VDSLを利用する形となるが、既に全棟でFTTHを利用可能な県営住宅も存在する。 また、住宅の戸数が少ないために事業者の営業上の理由で不可な場合や、電柱より高い部屋には光ファイバーを直接引き込めないなど施工方法上の理由で不可な場合などもある。ただしエアコン設置時に壁に配管用の穴を開けている場合、ADSLでタイプ2と呼ばれるADSL専用回線をその穴の隙間を使って回線を引き込むことができる。
- ブロードバンドが一般化する前に建造された建築物においては、光ファイバーなど新しいインフラに対する配慮が行われていないことが多く、配線や配管のスペースに余裕がなかったり、特に急カーブさせることが難しい光ファイバーを通すことは困難であった。後述の、電話線に準じる可塑性（折り・荷重不可）を持つ、プラスチック製クラッドの光ファイバーケーブルの開発・普及により、集合住宅の各室個別に直配線が可能になるなど、この問題は大幅に緩和された。
- CATV対応マンションであっても、配線されている同軸ケーブルに関して、流合雑音の問題や、あるいは有線放送などを重畳などしているため、CATVのインターネットサービス（CATVのデジタル放送サービスも含む）の通信速度が出ず、または利用不可なことがある。
- 電線類地中化で道路に電柱がなくなると、地下管路を経由して、ケーブルを建物に引き込むことになるが、その割高な工事費や、通信会社が道路管理者に支払う必要がある管路使用料がネックとなり、光ファイバーや同軸ケーブルなどの敷設を拒む通信会社（ケーブルテレビ局）が存在している[30][31]。
- また、ADSLなどの加入・解約手続きを行ったにもかかわらず、それに関する手続きや作業を長期間履行されず放置されている者も存在し、さらに長期間待たされた上に断られたり、特に解約時においては「回線握り」と呼ばれ、ADSL業者を変更する際に問題とされた。

#### 自治体等による対策
情報格差の問題については、不動産業界においても取扱物件のブロードバンド利用の可否が物件の価値、契約の成否を少なからず左右しかねない時代になっており、取扱物件に発生し得る情報格差に対しても敏感になっていた。とりわけ、20代〜30代以下の若年層をメインターゲットとした分譲住宅、学生向け賃貸物件などでは、ブロードバンドでもとりわけFTTH導入の可否が販売成約率や入居率を少なからず左右し、販売価格や家賃などにまで影響を及ぼすケースも見られた。
これらに対し、総務省もただ手をこまねいていたわけではなく、先述の過疎型による町・村・離島への問題対策として、同省を主導とした「u-Japan政策」において「次世代ブロードバンド戦略2010」を発表し、以下を目標として掲げた。
- 2008年度までに「ブロードバンド・ゼロ市町村」（全域においてADSL・FTTH・CATVいずれのブロードバンド回線も利用できない市町村）を解消すること
- 2010年度までに「ブロードバンド・ゼロ地域」（いずれの種類のブロードバンド回線も利用できない地域）を解消し、
- 超高速ブロードバンド（FTTHなど）の世帯単位でのカバー率を90%以上とすること

これを受けて2010年までに「ブロードバンド・ゼロ地域解消事業」を策定実施し、東日本大震災の影響を受けつつも2016年度末の時点で、固定系超高速ブロードバンドの世帯カバー率は99.0%、移動系超高速ブロードバンドの世帯カバー率は99.8%まで達成していると報告している。
自治体やNPOの関心が高い地域では、さまざまな地域独自の試みが行われていた。多摩ニュータウンの八王子市柚木地区のNPOである「FUSION長池」や八丈島の「八丈島にブロードバンドを推進する会」などによる署名活動やブロードバンド事業者や行政に対する陳情活動が行われたり、北海道山越郡八雲町の八雲PC同好会のように署名や陳情だけではなく、独自に専用線を確保して、無線LANで分配することで定額接続を実現といったケースがある。特に八雲町のケースは、北海道新聞で報道され、これをきっかけにブロードバンド事業者が八雲町への進出を決めるなどの反響があった。
また、島根県や秋田県、岡山県では、ADSLを中心に進出したブロードバンド事業者に経済的援助を与えたり、地方自治体が整備したインフラを民間にも開放するなどの整備促進策を取ったり、三重県や岐阜県などでは、CATVを主として県がブロードバンド整備を行っている。このため、三重県においては、県道や国道から余程離れた一戸建て以外では、殆ど全県でCATVによるブロードバンドが利用できるまで整備された。
2010年代前半からこれらの通信格差は一部の離島や僻地を除き2010年代後半までにはほぼ解消された。またモバイルインターネットもLTEの登場により高速化し固定回線をある程度代替できるようになった。
ただし2010年末においていまだに2割近くがナローバンド回線を使っているという調査結果があった。
こうして2010年代の時点でインターネット接続環境は世界一といわれるまでの状況になった一方、公的機関のインターネット活用は進まず、2020年代の新型コロナウイルス騒動においてその状況が表面化した。
「スターリンク」などの人工衛星による超高速インターネットや、将来的には「成層圏プラットフォーム」（成層圏滞空飛行船）なども提案されている。JAXAでも「WINDS」として試験衛星を運用していた。

## 個人間の情報格差
日本学術会議の基盤情報通信研究連絡委員会による報告では、将来的に高齢社会、孤独の問題、3次活動時間（労働時間から完全に外れた自由な時間）が増大した結果の余暇の有用性など様々な要因で「情報資源」の活用ができる社会の構築を目指すべきであると発表した。

## 日本における放送格差

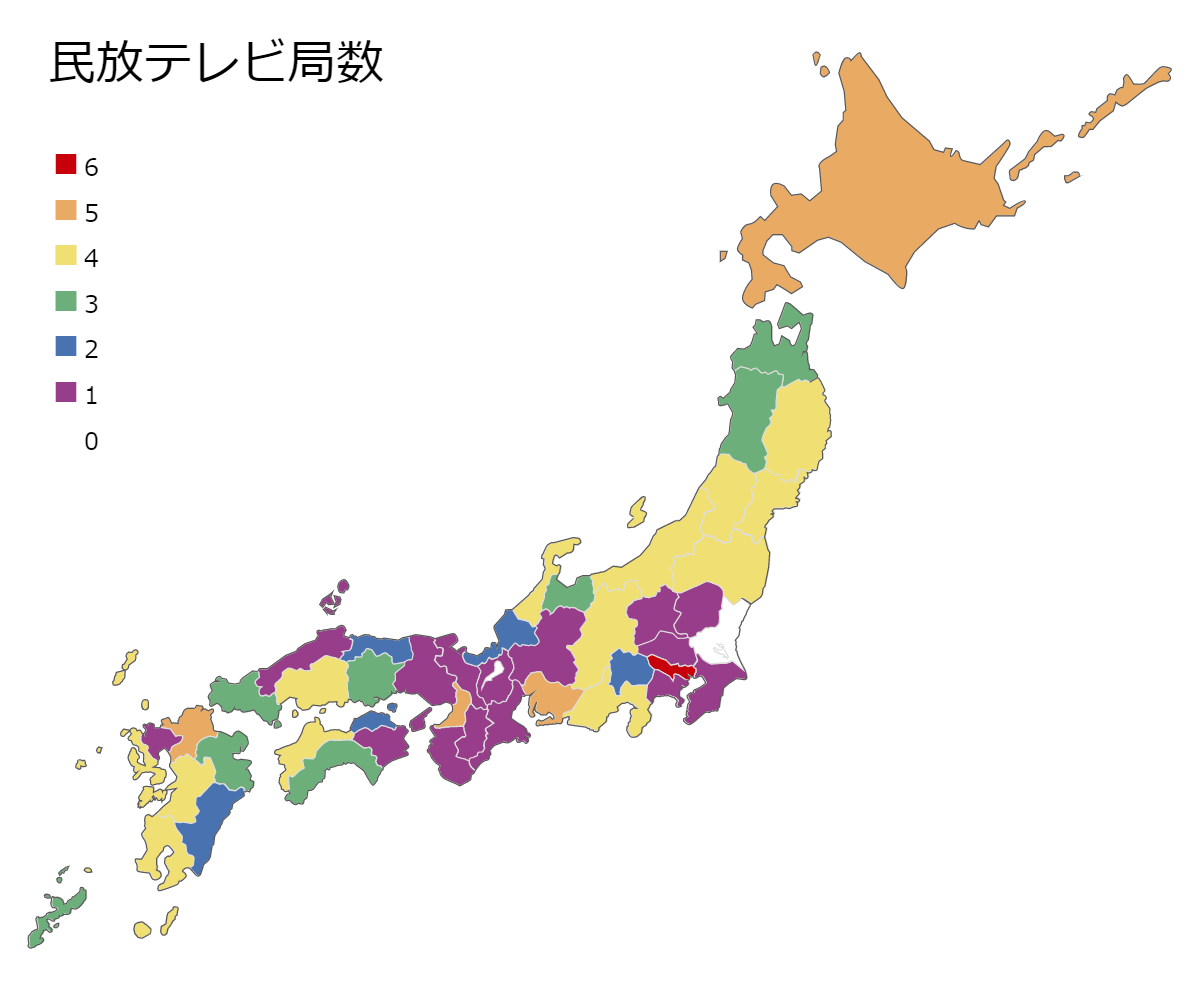
各都道府県に本社を置くの民放テレビの局数

放送の中でも、特に都道府県および市・町・村単位で見た地上波の民放におけるチャンネル数の格差のことを指す。
基幹局とその系列、および県域局を加えた地上波民放テレビ局の数は、各都道府県あたりの放送対象地域でみた場合、次のようになっている。（）内は県域局。
- 関東広域圏（東京都・千葉県・埼玉県・群馬県・栃木県・神奈川県）は6局
  - （TOKYO MX、チバテレ、テレ玉、群テレ、とちテレ、tvk）
- 北海道・茨城県[注 3]・中京広域圏・近畿広域圏・瀬戸内準広域圏・福岡県は5局
  - （ぎふチャン、テレビ愛知、三重テレビ、びわ湖放送、KBSテレビ、テレビ大阪、サンテレビ、奈良テレビ、テレビ和歌山）
- 岩手県・山形県・宮城県・福島県・長野県・新潟県・静岡県・石川県・広島県・愛媛県・長崎県・熊本県・鹿児島県は4局
- 青森県・秋田県・富山県・山陰準広域圏・山口県・高知県・大分県・沖縄県は3局
- 山梨県・福井県・宮崎県は2局
- 徳島県・佐賀県は1局（それぞれ近畿広域圏、福岡県からのスピルオーバーにより受信可能エリアあり）

ただし、放送対象地域内でも中継局が整備されていない場合もあり、必ずしも全ての市・町・村（特に山間部）および離島で民放の局が受信できるとは限らない。逆に、スピルオーバーにより、一部のエリアでは隣接する都道府県の民放を受信できることがある。ケーブルテレビや、かつてのデジタル放送の分野においても同様の地域格差があり、重大な放送格差になっている。また、新規の地方局の開局は2011年の地上デジタル放送への完全移行後も現時点では予定されていないが、新たな難視聴が発生している地域および放送対象地域内でありながらアナログ未開局でカバーできていなかった地域における中継局の開局は現在も続いている。
全国をあまねく網羅する衛星放送・衛星デジタル放送、インターネットでの動画配信サービスにより、地上波に由来する格差はある一定のレベルについて若干解消されつつあるが、根本的な解決には至っていない。

日本では番組制作会社の力が弱く、番組の著作権を放送局が所有することが多いため、娯楽番組など嗜好性の高い番組がCSやインターネットなどの専門局へ（外国のようには）移行せず、在京キー局中心の番組供給体制であることが格差につながっている。
2010年代以降、TVerや各局の配信サービスが登場したが、著作権や肖像権などの問題で配信できない番組も多いため根本的な解決には至らず、いまだにテレビ格差の是正には至っていない。

## 放送・通信の格差により生じる問題点
- ブロードバンドの導入を前提とした、現代のインターネットから疎外される。通信（回線の速度）と放送の格差は情報収集などの能力の差に繋がる。IT革命以降、行政機関のオンラインシステム、学校教育や就職活動、情報系を中心とした各種産業においてインターネットへの依存度が高くなっており、町・村や離島の役場におけるオンラインシステムや学校のカリキュラム遂行に支障が出たり、就業機会に影響があるなど、デジタルデバイドの一形態ともいえる問題がある。
- 次世代通信システムの提供の遅れる地域（特に山間部や離島）および「地上波民放のチャンネル数が少ない地域」から若年層が離れ、田舎での定住を忌避する人口流出なども発生し、過疎化の促進による悪循環となっている（なお総務省主導の「次世代ブロードバンド戦略2010」は、直接的な過疎対策として盛り込まれたわけではない）。
  - かつては地上デジタル放送（地デジ）の移行の遅れも僻地、山間部や離島で見られたが、2011年までに全国完全移行し解消された（震災の影響で東北3県は2012年）。
- ADSLやFTTH、CATVといったブロードバンド回線の利用を前提としているIP電話が利用できない（ADSLは2020年代を目処に順次廃止の予定）。
- 個人情報保護法の施行や学校関係者の不祥事を口実にした特殊詐欺の被害が急増しているため、学級やPTAの緊急連絡網をインターネットによる直接連絡（公式サイトのトップページにおける「緊急情報があるので確認」するよう促す表示やメーリングリスト）に切り替える動きがあるが、その際に情報格差（通信格差）の発生している家庭への対応が問題となっている。

## 経済学者の分析
経済学者のアラン・クルーガーの1993年の研究によると、パソコンを使って仕事をしている労働者は、パソコンを使って仕事をしていない労働者より、賃金が10-15%程度高いということを実証的に示している。一方で、この分析は、パソコンが賃金が高めているのではなく、優秀な労働者がパソコンを使って仕事をしているということを示しているのであるという反論もある。
経済学者の小原美紀、大竹文雄の研究によると、パソコンを用いて仕事をする労働者の賃金は、パソコンを用いて仕事をしていない労働者の賃金よりも高くなっている傾向にあるが、その傾向は高学歴労働者に特徴的に現れているとしている。また、低学歴の労働者の場合、パソコンの利用が賃金引き下げの要因となっているとしており、IT革命は学歴間の賃金格差拡大の要因となっているとしている。
大竹文雄は「IT革命が賃金格差を高めるという論点は、デジタル・デバイドといわれるIT革命の負の側面として指摘されることが多い。IT革命が高学歴者に対する需要増加をもたらすことが賃金格差の要因であるならば、高学歴者の供給増加政策が対処法となる。単なるパソコンの操作を身につけさせる政策は賃金格差の縮小につながらない。IT技術の習得は高学歴者にとっては賃金引き上げ要因となるが、低学歴者にとっては賃金の引き上げをもたらさない。ITと補完的な判断能力・分析能力の習得が必要である」と指摘している。